# Scopula luridata
Scopula luridata är en fjärilsart som beskrevs av Philipp Christoph Zeller 1847. Scopula luridata ingår i släktet Scopula och familjen mätare. Inga underarter finns listade.